# Kœstlach
Kœstlach (deutsch Köstlach, elsässisch Chäschli) ist eine französische Gemeinde mit 499 Einwohnern (Stand 1. Januar 2022) im Département Haut-Rhin in der Region Grand Est (bis 2015 Elsass). Sie gehört zum Kanton Altkirch und zum Kommunalverband Sundgau.

## Geografie
Kœstlach liegt im Sundgau in der Nähe der Grenze zur Schweiz, am Rand des Jura, im sogenannten Jura alsacien, nördlich des Burgerwalds. Kœstlach liegt etwa 37 Kilometer südöstlich von Belfort, etwa 26 Kilometer südwestlich von Basel, 15 Kilometer nordwestlich von Delémont und 3 Kilometer nordwestlich von Ferrette zwischen den Nachbargemeinden Mœrnach im Westen und Vieux-Ferrette im Osten. Das Gemeindegebiet ist 823 Hektar groß.

## Geologie
Koestlach liegt am Südrand des lössbedeckten Sundgauer Tertiärhügellandes. Der Ort schmiegt sich an den südlich anschließenden, hier bogenförmig verlaufenden Abhang des nördlichsten Faltenjuras, genauer an die Bürgerwaldkette an. Diese wird hauptsächlich aus den weithin bewaldeten harten Bänken des Hauptrogensteins aufgebaut. Im Zusammenhang mit der  Auffaltung des Juras wurde das ganze Schichtpaket des Kastelbergs nicht nur (ungefaltet) über Juraschichten, die nordwärts in die Grabensenke des Sundgaus abtauchen, geschoben, sondern sogar ein Stück weit über die erst in der Tertiärzeit abgelagerte Elsässer Molasse, den Untergrund der Sundgauhügel.

## Geschichte
Das Dorf war schon in gallo-römischer Zeit (52 v. Chr. bis 486) besiedelt, wie die Ruinen einer römischen Villa mit Bad und andere archäologische Funde beweisen. Die Villa lag an der Römerstraße von Augusta Raurica (Augst) nach Pruntrut.
Die Ortsnamenendung -ach geht vermutlich auf die gallorömische acum-Endung zurück. Ersterwähnung der Pfarrei 1144, wobei der Ort als Chesilacha erscheint. 1302 heißt der Ort Kesselach, 1302 Kosthlach. Eine wichtige prähistorische Fundstätte befindet sich auf dem Kastelberg. Es handelt sich um eine hallstattzeitliche Wehranlage, in der man unter anderem Herdstellen, Wasserleitungen und einen Tumulus mit einem Durchmesser von 18 Metern entdeckte. Auf der Anhöhe Kugele südlich des Dorfes sind Mauerreste einer mittelalterlichen Burg erhalten.
Zwischen Köstlach und Mörnach lag das um die Mitte des 15. Jahrhunderts durch einen Brand vernichtete Dorf Erzach (damals Oerenzach). Aus den Urkunden ist zu entnehmen, dass hier im Mittelalter eine Adelsfamilie, die sich nach dem Ort benannte, ein Schloss besaß. 1567 wird erwähnt, dass Köstlach in "zwey dörfer getheilt" ist, in Kestlach und Kleindörflen.
Bis 1324 gehörte der Ort zur Grafschaft Pfirt und kam dann durch die Heirat der Johanna von Pfirt mit Herzog Albrecht II. von Österreich an Habsburg. Im Westfälischen Frieden 1648 ging der Ort mit dem ganzen elsässischen Besitz der Habsburger an die französische Krone.
Im Dreißigjährigen Krieg (1618–1648) wurde die Ortschaft gebrandschatzt. Von 1871 bis zum Ende des Ersten Weltkriegs gehörte Köstlach als Teil des Reichslandes Elsaß-Lothringen zum Deutschen Reich und war dem Kreis Altkirch im Bezirk Oberelsaß zugeordnet.

### Bevölkerungsentwicklung
| Jahr      | 1910 | 1962 | 1968 | 1975 | 1982 | 1990 | 1999 | 2006 | 2017 |
| --------- | ---- | ---- | ---- | ---- | ---- | ---- | ---- | ---- | ---- |
| Einwohner | 408  | 318  | 352  | 344  | 358  | 393  | 417  | 497  | 506  |

## Sehenswürdigkeiten
Die Kirche Saint-Léger (= St. Leodegar, Bischof von Autun) wurde im 12. Jahrhundert erbaut und nach einem Brand im Dreißigjährigen Krieg zwischen 1668 und 1745 neu errichtet. Von der romanischen Kirche ist der  Glockenturm erhalten. Er war ursprünglich der Chorturm der Vorgängerkirche und weist noch Reste des romanischen Gewölbes auf. 1748 wurde die Kirche vom Fürstbischof von Basel neu geweiht. Der Hauptaltar der Kirche stammt aus dem Kloster Lützel, auf ihm stehen mehrere Statuen und Reliquiare und ein Gemälde von Jean-Jacques Bulffer (1744–1819), das Leodegar von Autun darstellt. Der linke Seitenaltar ist der Jungfrau Maria, der rechte Blasius von Sebaste geweiht. Die Orgel wurde 1838 von Valentin Rinckenbach anstelle einer älteren Orgel eingebaut und 1981 repariert. Die ältere Orgel wurde an die Gemeinde Zaessingue verkauft.
Die römischen Ruinen im Gewann Burglegarten wurden 1907 als Monument historique (historisches Denkmal) klassifiziert. Sie befinden sich im Privatbesitz. Die Villa, zu der auch ein Bad gehörte, wurde im 2. Jahrhundert erbaut und im 4. Jahrhundert verlassen. Steine aus ihren Mauern wurden zum Bau anderer Gebäude der Ortschaft verwendet und schließlich wurde an der Stelle des Bades in der Merowingerzeit ein Friedhof angelegt.
Die Kapelle Unserer Lieben Frau der Schmerzen (Chapelle Notre-Dame-des-Douleurs) aus dem Jahr 1883 wurde an der Stelle einer der ältesten Wallfahrtskirchen im Sundgau errichtet. Sie wurde bis ins 19. Jahrhundert als Wallfahrtsort aufgesucht. Die Heiligenfiguren in der Kapelle stammen aus der alten Kirche von Oltingen. 
Das Zehnthaus an der Rue de Feldbach Nr. 2. besitzt die für die Jahrzehnte um 1600 typischen dreiteiligen Fenster, deren Rahmungen und Pfosten noch gotisch gekehlt sind. Auch das später veränderte Nachbarhaus an der Rue des Seigneurs besitzt noch diese Fenster.   
Das Schulhaus, heute Mairie, ein schlichter Bau aus der Zeit des Zweiten Kaiserreichs, wurde 1862 fertiggestellt. Die Fassadenmitte mit den beiden Eingängen wird betont durch einen Dreiecksgiebel mit „gesprengter“ Basis und einer Uhr im Giebelfeld.   
|  |  |  |  |